# Lucien Delfour
Pour les articles homonymes, voir Delfour.
Lucien Delfour, né le 22 décembre 1988 à Papeete, est un kayakiste de slalom franco-australien.

## Biographie
Né à Papeete en Polynésie française, il rejoint la France métropolitaine à l'âge de 4 ans. Il commence le canoë-kayak à l'âge de 8 ans puis intègre l'équipe de France junior de canoë-kayak, remportant la médaille d'argent en K1 slalom aux Championnats d'Europe juniors de 2006 à Nottingham et la médaille de bronze en K1 slalom par équipes aux Mondiaux juniors de 2006 à Solkan.
Marqué par son voyage lors du Festival olympique australien de la jeunesse en 2007, il quitte la France pour un séjour de neuf mois en 2008 avant de s'installer définitivement en 2010. Il devient citoyen australien en décembre 2014.
Lucien Delfour dispute l'épreuve de K1 slalom des Jeux olympiques d'été de 2016, terminant 17e.
Il est champion d'Océanie en K1 slalom en 2013 et 2018, et médaillé de bronze aux Championnats d'Océanie 2017.
Il participe aux Jeux olympiques d'été de 2020.